# Eisenbahnbrücke Nied

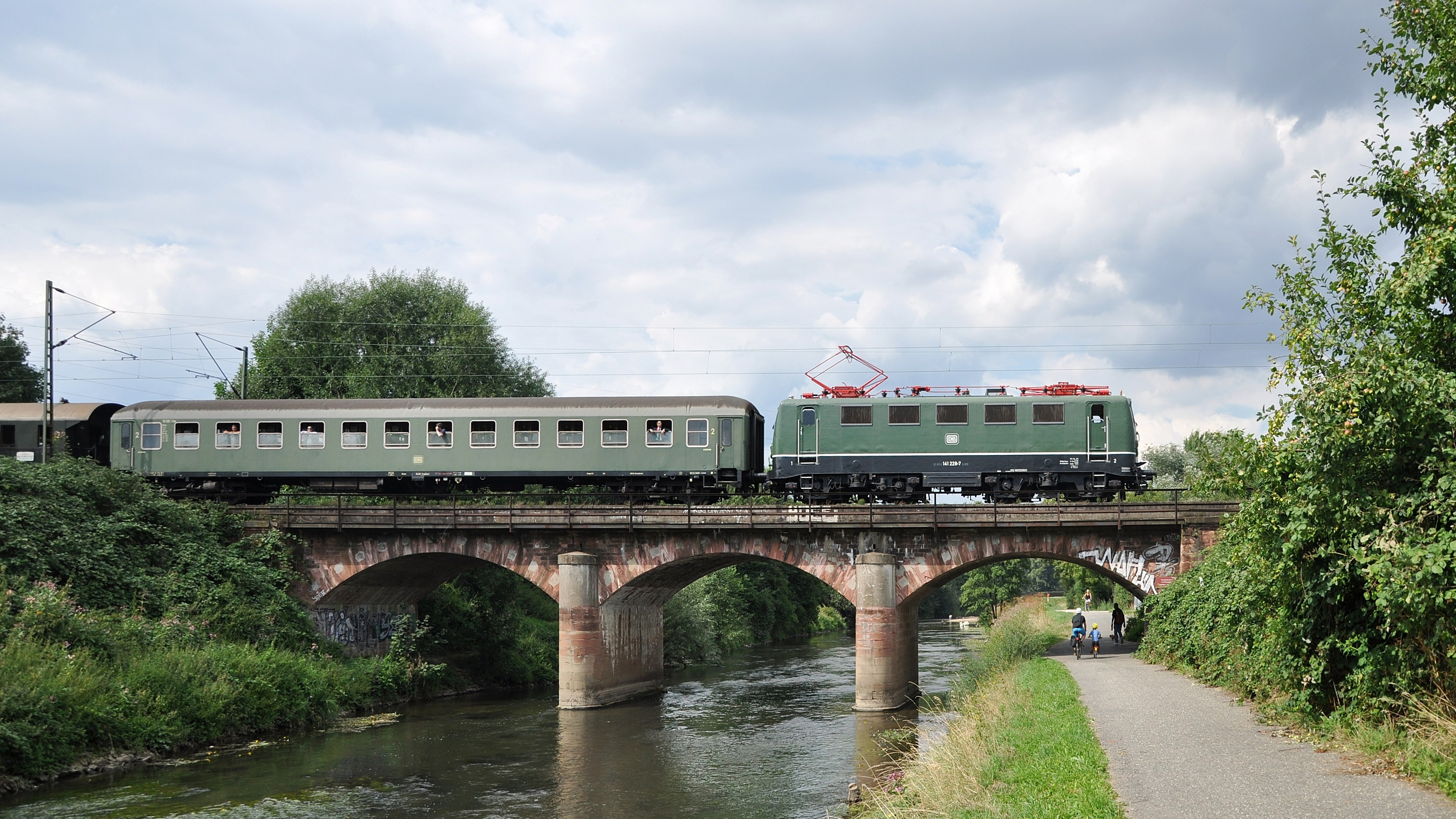
Sonderzug mit DB-Baureihe 141 auf der Brücke

Die Eisenbahnbrücke Nied in Frankfurt am Main ist die zweitälteste noch in Betrieb befindliche Eisenbahnbrücke in Deutschland. Die Bogenbrücke wurde 1838 errichtet und ging 1839 in Betrieb. Auf ihr überquert die Taunus-Eisenbahn die Nidda. Die Brücke liegt zwischen dem Frankfurter Hauptbahnhof und Bahnhof Frankfurt-Höchst im Stadtteil Nied.

## Konstruktion
Die 40 m lange Gewölbebrücke besteht aus drei Bögen von je 10 m lichter Weite. Die Bogenradien der Laibungen betragen je 8,40 m. Gewölbe, beide Strompfeiler und Widerlager sind in Quadern aus rotem Sandstein ausgeführt. Da die Nidda erst im 20. Jahrhundert reguliert wurde und zuvor regelmäßig Hochwasser führte, wurde auf die Gründung der Brücke besonderer Wert gelegt: Pfeiler und Widerlager wurden durch Rammpfähle in tieferen Bodenschichten verankert, um die Last des Bauwerks dorthin abzuleiten.

## Geschichte

### Bau und Eröffnung
Die Brücke beruht auf einem Entwurf des Ingenieurs Paul Camille von Denis, unter dessen Leitung die Taunus-Eisenbahn 1837 bis 1840 erbaut wurde. Die Brücke wurde am 26. September 1839 gemeinsam mit dem ersten Teilstück der Strecke zwischen der Freien Stadt Frankfurt und Höchst eröffnet, das damals noch eine eigenständige Stadt im Herzogtum Nassau war. Zunächst wurde die Strecke nur eingleisig betrieben, erst 1869 zweigleisig ausgebaut, wofür die Breite der Brücke bei ihrer Errichtung bereits ausgelegt wurde.

### Spätere Baumaßnahmen
Im Zuge der Niddaregulierung in den Jahren 1928 bis 1932 wurde auch die Eisenbahnbrücke gesichert und saniert. 1931 und 1932 wurde sie durch zusätzliche Anker stabilisiert und Risse im Gewölbe mit Spritzbeton gefüllt. Die Fundamente der beiden Pfeiler wurden durch Betonummantelungen verstärkt und die Eisabweiser bis zum Beginn der Laibung erhöht. Außerdem erhielt die Brücke Fußgängerstege an den Seiten. Diese Sanierungsarbeiten kosteten die Deutsche Reichsbahn 4842,80 RM.
Der Niddabrücke benachbart gab es ursprünglich an der Strecke noch eine weitere Brücke, die als Flutbrücke diente. Sie wurde nach Abschluss der Regulierungsarbeiten 1932 abgebrochen, die Lücke im Bahndamm geschlossen.
In den beiden Weltkriegen wurde die Niddabrücke nicht beschädigt.
Vom 27. November 1978 bis 28. Februar 1979 wurde die Brücke erneut saniert. Dabei wurden weitere Anker gesetzt und Risse und Fugen mit Spritzmörtel gefüllt. Für diese Baumaßnahmen investierte die Deutsche Bundesbahn weitere 30.728,80 DM.

### Gegenwart

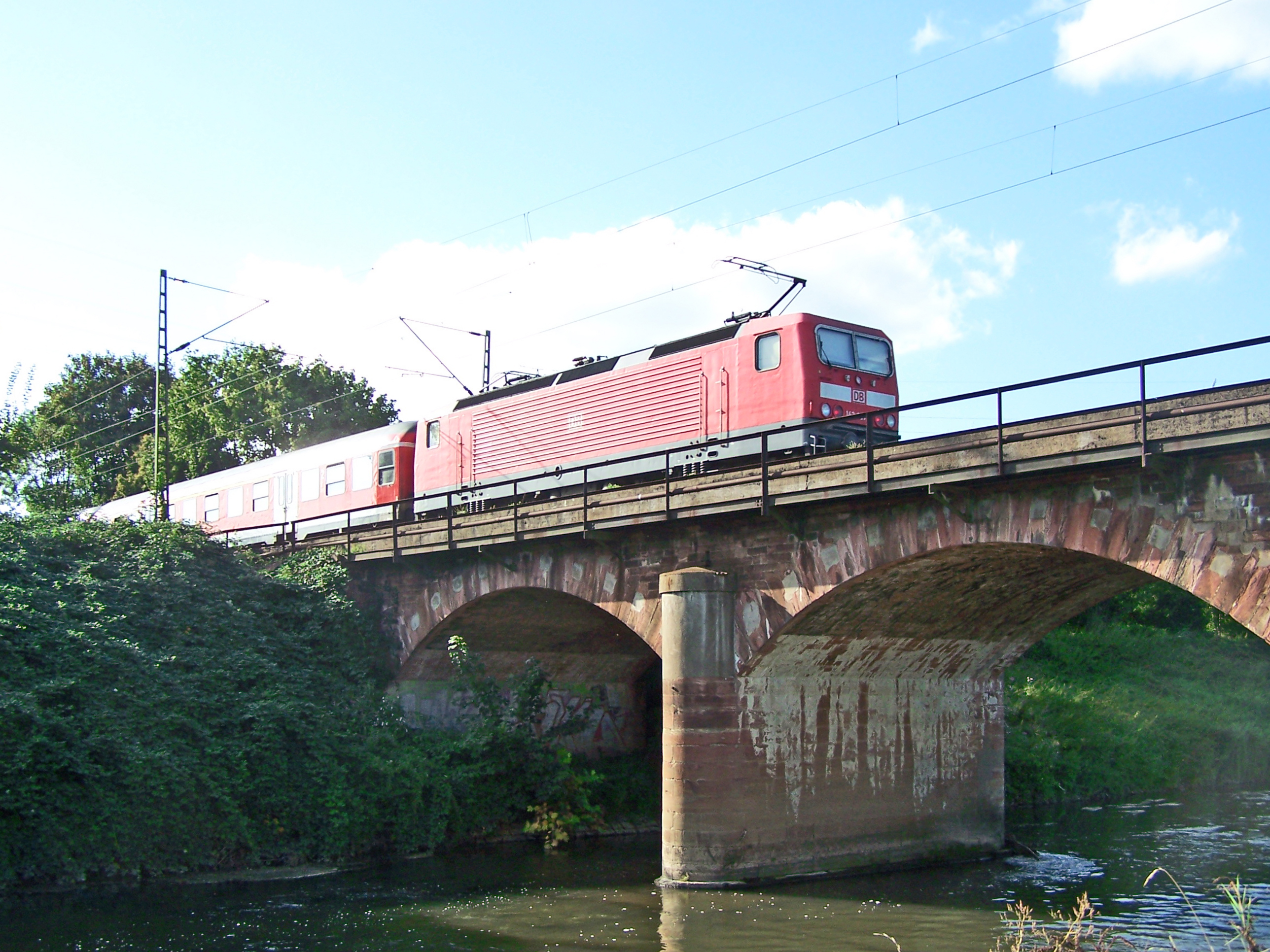
Regionalzug aus Wiesbaden

Noch immer führt die Strecke der Taunus-Eisenbahn über die Brücke. Sie wird heute überwiegend vom Regionalverkehr dreier Linien im Westen Frankfurts befahren, auch die der Main-Lahn-Bahn nach Limburg an der Lahn. Außerdem verkehren dort Züge der Königsteiner Bahn. Der S-Bahnverkehr wird über die parallel verlaufende Strecke der Main-Lahn-Bahn und deren nur wenige Meter entfernte neuere Niddabrücke geführt.
Die hohe Zuverlässigkeit der Gewölbekonstruktion aus Stein zeigt sich in der langen Nutzungsdauer von inzwischen mehr als 170 Jahren. An der Statik des Bauwerks wurde bis heute keine Veränderung vorgenommen. Die Eisenbahnbrücke ist ein Kulturdenkmal des Landes Hessen aufgrund des Hessischen Denkmalschutzgesetzes. Außerdem gehört das Bauwerk zur Route der Industriekultur Rhein-Main.

### Sanierung
Die lange Nutzungsdauer machte eine grundlegende Sanierung der Brücke erforderlich, was  2018 abgeschlossen wurde.

## Historische Wertung

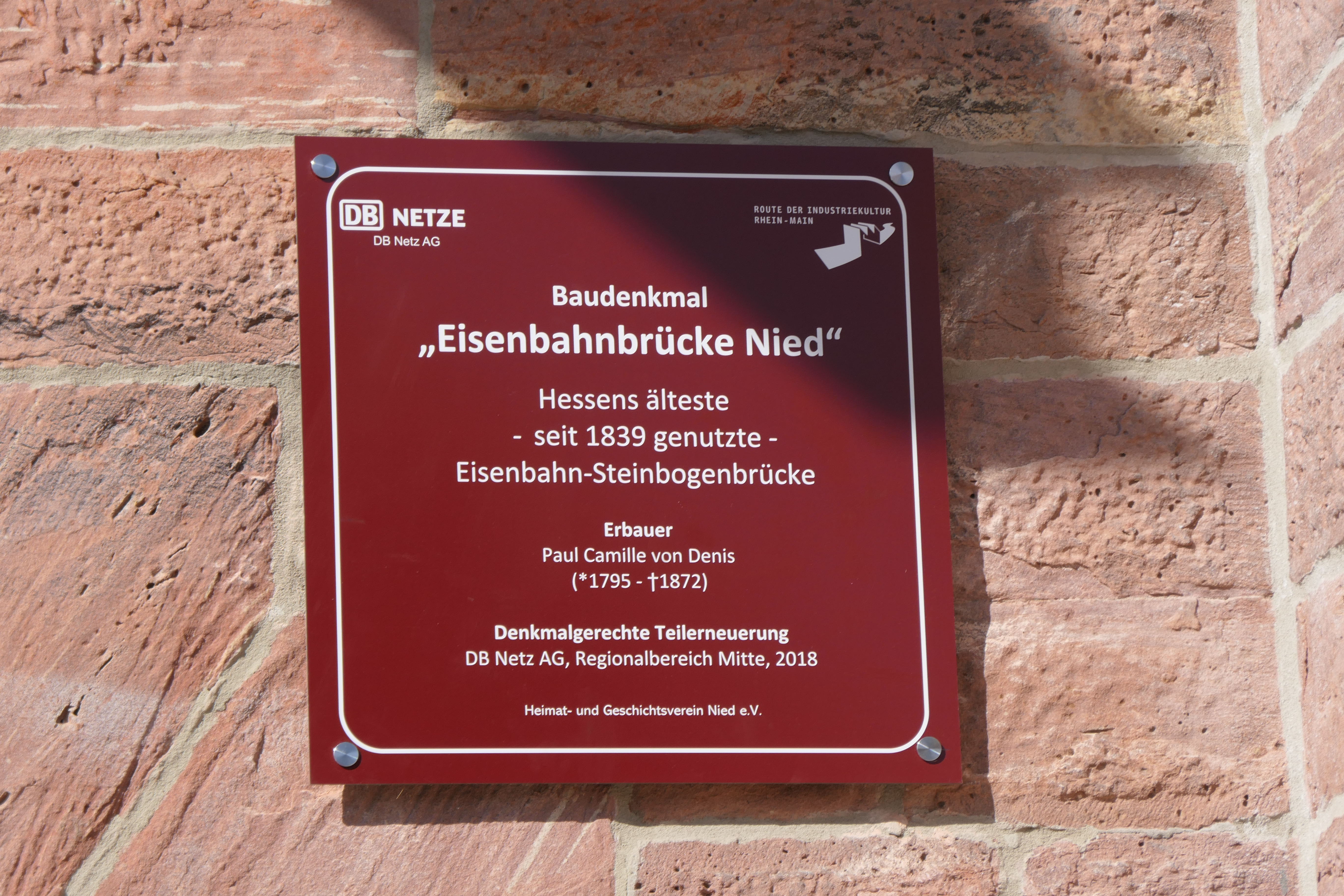
Infotafel des Heimat- und Geschichtsvereins Nied an der Eisenbahnbrücke Nied (2019).

Die Brücke galt in der lokalen Technikgeschichte als die älteste noch befahrene Eisenbahnbrücke Deutschlands. Heute gilt aber die Eisenbahnbrücke Wurzen im Zuge der Bahnstrecke Leipzig–Dresden als die älteste erhaltene und befahrene. Sie ging schon im September 1838 in den planmäßigen Betrieb – also ein Jahr vor der Taunus-Eisenbahn.